# 聖皮埃爾教堂
聖皮埃爾教堂（法語：Église Saint-Pierre）是位於法國卡昂的一座羅馬天主教的教堂，獻給聖彼得。教堂修建13世紀早期至16世紀期間。尖塔曾在1944年被毀，但已得到重建。直到19世紀中期時，教堂的東端臨一條運河，有許多畫作就曾以這一風景為題材。

## 外部連結

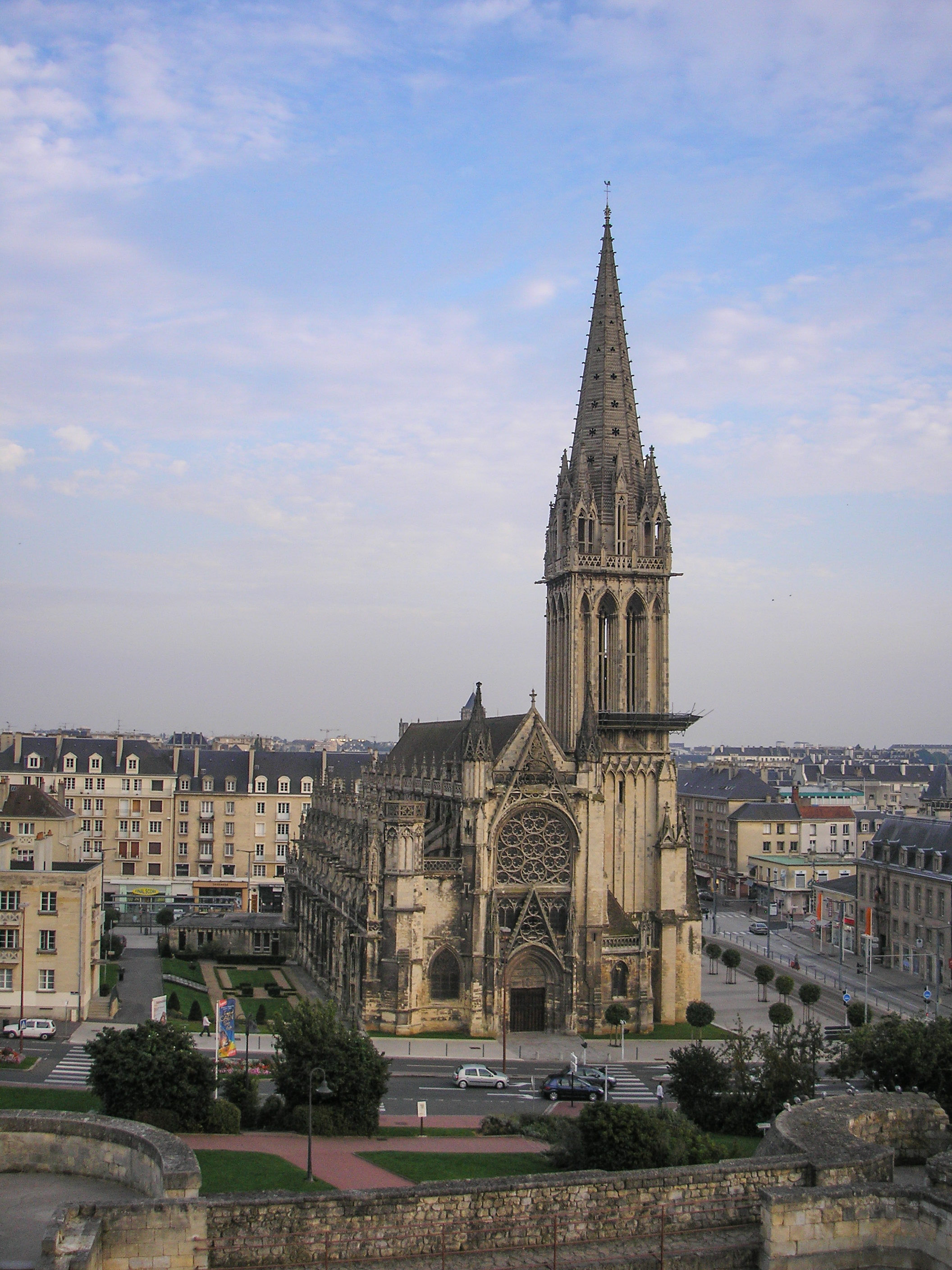
聖皮埃爾教堂，摄于2007年

- Histoire de l'Église Saint-Pierre (history of the church) （法文）
- Église Saint-Pierre photo

49°11′3″N 0°21′39″W / 49.18417°N 0.36083°W